# Der Kommissar (Oper)
Der Kommissar ist das dritte Bühnenwerk des deutschen Komponisten Jury Everhartz und der österreichischen Librettistin Kristine Tornquist aus dem Jahr 2002 in Zusammenarbeit mit dem sirene Operntheater Wien. Es verhandelt die Suche nach einem Kindesmörder und wird von den Autoren als Kriminaloper tituliert. Die Vertonung ist über den 3. Akt der Musik der Oper Tristan und Isolde von Richard Wagner geschrieben.

## Handlung
Auf der Wachstube erscheint Anna mit ihrem Kind, das sie ermordet im Wald gefunden hat.
Der Kommissar und seine Beamten versprechen, den Mörder zu finden.
Zuerst verhören die Beamten den jähzornigen Waldbesitzer Hans Z., er streitet jedoch alles ab und weist auf einen Fremden, den er mit dem Kind sprechen gesehen hat.
Der entpuppt sich als Vater des Kindes, der lange verschollen war und heimlich Kontakt aufnehmen wollte. Doch das Kind, erzählt der Vater Hans K., hatte Angst vor ihm und lief angeblich nach Hause.
Kurz fällt der Verdacht auf Anna, die auf alle Fragen nur ihren Schmerz besingt, dann aber auf die Zuckerlverkäufer Hans und Hansi P., die sich gegenseitig und dann auch den Waldbesitzer belasten.
In den folgenden Verhören stellt sich heraus, dass das Kind ein zweites Mal im Wald war, ein zweites Mal mit seinem Vater gesprochen hat, ein zweites Mal im Zuckerlgeschäft war, dass der Verdacht von einem zum nächsten weitergereicht wird und sich nirgends festmachen lässt.
Alle sind verdächtig, aber keiner verdächtiger als ein anderer.
Der Kommissar unterbricht die Verhöre. Beim Lokalaugenschein mit allen Beteiligten ist er entschlossen, das Geheimnis des Mordes zu lösen, dem toten Kind das Geheimnis zu entlocken.

## Der Hintergrund
Ausgangssituation ist ein klassischer Kriminalfall.
Es gibt einen Mord an einem Kind und vier Verdächtige, die sich gegenseitig belasten. Dem gegenüber stehen ein Kommissar mit gutem Ruf und besonderer Arbeitsweise und zwei tüchtige Beamte.
In der Auflösung erfährt die Erwartung des geschulten Kriminalrezipienten eine Überraschung. Denn die Arbeit des Detektivs führt gefährlich nah an das Verbrechen und die Abgründe des kriminellen Elements heran.
Um das Verbrechen zu begreifen und aufzuspüren, vertieft sich der Kommissar in das Wesen des Verbrechens, doch Verständnis liegt gefährlich nahe an der Versuchung und der Kommissar gerät an die Grenze zwischen Verstehen und Identifikation – wie viel, fragen sich seine Beamten, kann man also von einem Gefühl wissen, ohne es zu fühlen. Der Kommissar tappt in seine eigene Falle.

## Die Figuren
Die Personen der Handlung sind keine komplexen, unabhängigen Charaktere, sondern auf ihre Funktion in der Katastrophe reduziert und existieren in drei Aggregatzuständen – gesungen, gesprochen, stumm.
Die Opfer (Anna und ihr Kind) und die Täter (Hans Z., Hans K., Hans P., Hansi P.), sind gleichermaßen in ihre Gefühle wie in ihre Individualität verstrickt, in der bereits der Konflikt mit anderen Individuen vorgezeichnet ist.
Ihr Anteil am Verbrechen ist ihre Existenz, ihre unveränderliche (in diesen Verhören auf einen Punkt fixierte) eindeutige Personalität. Das Verbrechen und seine Akteure bewegen sich im Feld der Emotion, denn die Existenz, der Wille, das Glück des einzelnen ist betroffen.
Verstehen, also tiefer eintauchen als in abstraktes Wissen, will der Kommissar (Hans M.).
Wie ein Schauspieler spielt und fühlt er sich in die Psyche der Verdächtigen ein. Die langsame Veränderung, das perverse Verständnis für das Verbrechen, wächst nachvollziehbar mit jedem Verhör. Das Verständnis, das darauf beruht, sich in etwas hineinzuversetzen, wirkt wie eine Falle. Er bleibt so lange stumm und pantomimisch, bis er das kriminelle Element in sich aufgesogen und „begriffen“ hat.
Damit tritt er in den Kreis der Beteiligten, wird selbst Täter (und Opfer), wird musikalische Figur.
Katalysator der Handlung sind die zwei Sprechrollen, die „Stooges“ Franz und Franz, die dem stummen Kommissar ihre Stimmen leihen und zugleich über ihn hinauswachsen. Diskrete Figuren, ein seltsames Duo, immer einig, einander wie Zwillinge ähnlich. Ihr Anteil ist sachliche Neugier: sie wollen wissen, aber nicht verstehen. Sie folgen dem Pfad emotionslos, zitieren den Kommissar, als führte einer Selbstgespräche... und führen die Verhöre, als sammelten sie abstrakte metaphysische Erkenntnisse. Sie haben alles im Blick, große Geduld, die Vorgänge sind ihre Pflicht, und die Pflicht Notwendigkeit wie Atmen.
Damit sind sie aufklärerische Figuren, die in einer Zeit der Psychologisierung und des Pessimismus gleichzeitig veraltet wie avantgardistisch wirken müssen. Sie nähern sich dem Verständnis nicht von innen wie der Kommissar, der sich mittels Nachahmung Eintritt in andere verschaffen will, sondern aus weiter Distanz.

## Gestaltung

### Szenenfolge
- Ouvertüre. Das tote Kind
- Szene 1 – Arie I Anna. Eine Wachstube
- Szene 2 – Arie Kind. Ein Traum
- Szene 3 – Arie I Hans Z. Der Waldbesitzer
- Szene 4 – Arie I Hans K. Der verschollene Vater
- Szene 5 – Arie II Anna. Die schweigsame Mutter
- Szene 6 – Duett I Hans P. und Hansi P. Die Zuckerlverkäufer
- Szene 7 – Chor. Wer hat den Schlaf der Welt gestört?
- Szene 8 – Arie II Hans Z. Der Waldbesitzer
- Szene 9 – Arie II Hans K. Duett Anna – Hans K. Die Eltern
- Szene 10 – Duett II Hans P. und Hansi P. Die Zuckerlverkäufer
- Szene 11 – Der Kommissar und die Verdächtigen. Eskalation
- Szene 12 – Arie III Anna. Die Erinnerung
- Szene 13 – Chor. Abschluss der Beweisaufnahme
- Szene 14 – Duett Das Kind und der Kommissar. Lokalaugenschein (Liebestod)
- Szene 15 – Chor. Finale. Wer hat den Schlaf der Welt gestört?

### Musik und Besetzung
Das abendfüllende Werk basiert auf dem letzten Akt der Oper Tristan und Isolde von Richard Wagner. Jury Everhartz bearbeitete die Partitur und arrangierte sie mit einigen Umstellungen für ein Streichquartett. Die Partitur des Kommissars ist auf dieser Bearbeitung aufgebaut. Alle Gesangslinien überdecken das Wagnersche Original bis zur Lösung des Kriminalfalls, die in Isoldes Liebestod mündet. Zusätzlich erzeugt der Komponist orgelähnliche Klänge durch Verwendung von vier Fagotten, einem Kontrafagott, einem Heckelphon, zwei Bassklarinetten, Trompeten und Flöten.

## Werkgeschichte
Der Uraufführung fand am 15. März 2002 im Jugendstiltheater am Steinhof in Wien statt. In einer Koproduktion des sirene Operntheaters mit dem Jugendstiltheater folgten dort weitere fünf Vorstellungen in der Uraufführungsreihe. Die musikalische Leitung übernahm Erke Duit, Regie führte Kristine Tornquist. Die Produktionsleitung hatte Alois Hofinger.